# オラデル駅
オラデル駅（Oradell）は、ニュージャージー州バーゲン郡オラデルにあるニュージャージー・トランジットの駅。

## 概要
ニュージャージー・トランジットのパスカック・バレー線の駅である。この駅からニュージャージー州ホーボーケン駅までを結んでいる。

## 利用可能な鉄道路線／列車
ニュージャージー・トランジット：
■パスカック・バレー線

## 駅構造
1面1線（単式）のホームを持つ地上駅である。
| のりば | 路線                  | 方向 | 行先                                            | 備考 |
| ------ | --------------------- | ---- | ----------------------------------------------- | ---- |
| 1      | ■パスカック・バレー線 | 下り | スプリング・バレー方面                          |      |
| 1      | ■パスカック・バレー線 | 上り | セカーカス・ジャンクション / ホーボーケン駅方面 |      |

## パーキング
3つの駐車場があり、117,86と20台の車だけが駐車できる。

## 接続
ニュージャージー・トランジット・バス: 165, 762

ロックランド・コーチ: 11

## 隣の駅
メトロノース鉄道
■パスカック・バレー線
リバー・エッジ - オラデル - エマーソン